# Конец (Подпорожский район)
Конец — деревня в Вознесенском городском поселении Подпорожского района Ленинградской области.

## История
КЛЮЧИНСКАЯ (КОНЕЦ) — деревня при озере Юксовском, число дворов — 6, число жителей: 30 м. п., 28 ж. п.; Часовня православная. Почтовая станция. 

ФЁДОРОВСКАЯ (АВЕРКОВА ГОРА) — деревня при озере Юксовском, число дворов — 4, число жителей: 11 м. п., 15 ж. п.

ПАРФИЕВСКАЯ (КОНЕЦ) — деревня при озере Юксовском, число дворов — 6, число жителей: 11 м. п., 16 ж. п.

ПОТАШЕВСКАЯ (ГОРБАТОВСКАЯ или КОНЕЦ) — деревня при озере Юксовском, число дворов — 4, число жителей: 13 м. п., 18 ж. п.

ИСАКОВСКАЯ ПУСТОШЬ (КОНЕЦ) — деревня при озере Юксовском, число дворов — 1, число жителей: 2 м. п., 3 ж. п. (1873 год)

Сборник Центрального статистического комитета описывал её так:

ФЁДОРОВСКАЯ — деревня бывшая государственная при озере Юксовском, дворов — 11, жителей — 70; Почтовая станция, лавка. (1885 год)

Список населённых мест Олонецкой губернии:

КЛЮЧИНСКАЯ (КОНЕЦ) — деревня Юксовского сельского общества при озере Юксовском, 
домов — 11, семей — 14, мужчин — 40, женщин — 42, всего — 82; лошадей — 22, коров — 16, прочего — 24. Волостное правление. 

ФЁДОРОВСКАЯ (КОНЕЦ) — там же, домов — 9, семей — 11, мужчин — 27, женщин — 26, всего — 53; лошадей — 5, коров — 11, прочего — 13. 

ПАРФИЕВСКАЯ (КОНЕЦ) — там же, домов — 7, семей — 6, мужчин — 14, женщин — 13, всего — 27; лошадей — 9, коров — 15, прочего — 16. 

ПОТАШЕВСКАЯ (КОНЕЦ) — там же, домов — 10, семей — 8, мужчин — 19, женщин — 22, всего — 41; лошадей — 9, коров — 7, прочего — 9. 

ПУСТОШЬ ИСАКОВСКАЯ (КОНЕЦ) — там же, домов — 1, семей — 1, мужчин — 4, женщин — 3, всего — 7; лошадей — 0, коров — 1, прочего — 2. (1905 год)

Деревня административно относилась к Юксовской волости 2-го стана Лодейнопольского уезда Олонецкой губернии.
С 1917 по 1921 год деревня входила в состав Юксовского сельсовета Вознесенской волости Лодейнопольского уезда Олонецкой губернии.
С 1922 года в составе Ленинградской губернии.
С 1927 года в составе Вознесенского района. В 1927 году население деревни составляло 260 человек.
Согласно карте Ленинградской области Северо-западного аэрогеодезического треста ГГУ издания 1932 года деревня Конец насчитывала 21 крестьянский двор. В деревне находилась часовня. Смежная с ней деревня Баташевская также насчитывала 21 двор, в ней находилась почтово-телеграфная контора.
По данным 1933 года деревня Конец входила в состав Юксовского сельсовета Вознесенского района.
Согласно областным административным данным в состав большой деревни Конец входили деревни Парфирьевская, Фёдоровская, Ключинская и Поташевская.

Деревня Конец на карте РККА 1940 года

С 1 сентября 1941 года по 31 мая 1944 года деревня находилась в финской оккупации.
С 1954 года в составе Подпорожского района.
В 1961 году население деревни составляло 73 человека.
С 1963 года в составе Лодейнопольского района.
С 1965 года вновь в составе Подпорожского района.
По данным 1966, 1973 и 1990 годов деревня Конец также входила в состав Юксовского сельсовета.
В 1997 году в деревне Конец Вознесенского поссовета проживали 8 человек, в 2002 году — 6 человек (русские — 66 %).
В 2007 году в деревне Конец Вознесенского ГП проживал 1 человек.

## География
Деревня расположена в северо-восточной части района к северу от автодороги А215 (Лодейное Поле — Брин-Наволок).
Расстояние до административного центра поселения — 41 км.
Расстояние до ближайшей железнодорожной станции Подпорожье — 93 км.
Деревня находится на западном берегу Юксовского озера.

## Демография
| 1873 | 1885 | 1905 | 1928 | 1961 | 1997 | 2007 |
| ---- | ---- | ---- | ---- | ---- | ---- | ---- |
| 147  | ↘70  | ↗210 | ↗260 | ↘73  | ↘8   | ↘1   |
| 2010 | 2017 |      |      |      |      |      |
| →1   | ↗2   |      |      |      |      |      |

### Национальный состав
Согласно данным Всероссийской переписи населения 2021 года в деревне проживали 4 человека, все русские.

## Улицы
Васильковская, Мартыновский переулок, Озёрный спуск, Перспективная, Северный переулок.